# Remigiodes turlini
Remigiodes turlini is een vlinder uit de familie spinneruilen (Erebidae). De wetenschappelijke naam is voor het eerst geldig gepubliceerd in 1973 door Viette.
De soort komt voor in tropisch Afrika.